# کنت (انگلستان)
کِنت (به انگلیسی: Kent) (/ˈkɛnt/) یک شهرستان تشریفاتی و غیر شهری در ناحیه جنوب شرقی انگلستان است.
این شهرستان با ساسکس شرقی، ساری و لندن بزرگ همسایه است

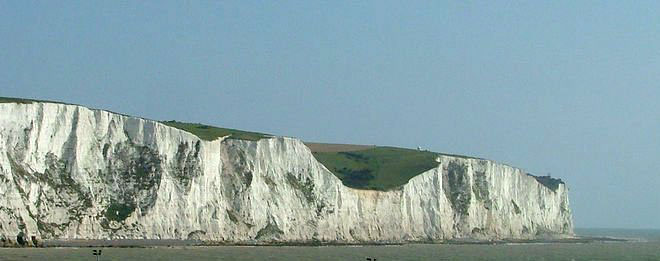